# Zikadesmus cavernicolens
Zikadesmus cavernicolens är en mångfotingart som beskrevs av Chamberlin 1927. Zikadesmus cavernicolens ingår i släktet Zikadesmus och familjen Cryptodesmidae. Inga underarter finns listade i Catalogue of Life.